# جيف مايرز
جيف مايرز (بالإنجليزية: Jeff Myers)‏ هو ملحن أمريكي، ولد في 11 أغسطس 1977 في فريمونت في الولايات المتحدة.

## وصلات خارجية
- جيف مايرز على موقع IMDb (الإنجليزية)
- جيف مايرز على موقع ميوزك برينز (الإنجليزية)